# Muzaffer Bilazer
Muzaffer Bilazer (* 20. Juni 1977 in Akçaabat) ist ein ehemaliger türkischer Fußballspieler und -trainer.

## Spielerkarriere

### Verein
Bilazer begann mit dem Vereinsfußball in den 1990er Jahren in der Nachwuchsabteilung von Trabzon Yalıspor. Hier erhielt er im Sommer 1995 einen Profivertrag und gab sein Debüt am 3. September 1995 gegen Bulancakspor. In dieser Mannschaft stieg er schnell zum Stammspieler auf, sodass er nach einer Saison zu Akçaabat Sebatspor wechselte. Für diesen Klub spielte er nur eine halbe Saison und wurde anschließend an den Erstligisten Gençlerbirliği Ankara abgegeben. Bei den Hauptstädtern gelang es Bilazer nicht, sich in den Mannschaftskader zu kämpfen.
Ohne ein Spiel für Gençlerbirliği bestritten zu haben, wechselte er im Sommer 1997 zum Zweitligisten Erzurumspor. Ausschlaggebend für diesen Wechsel war der Umstand, dass der Co-Trainer Sadi Tekelioğlu bei Erzurumspor als Cheftrainer vorgestellt wurde. Als eine der ersten Amtshandlungen ließ Tekelioğlu Bilazer zu seinem neuen Arbeitgeber holen. Bei diesem Verein etablierte sich Bilazer auf Anhieb als Stammspieler und Leistungsträger und stieg mit seinem Teams als Zweitligameister zum ersten Mal in der Vereinsgeschichte in die 1. Lig auf. Auch in dieser Liga behielt Bilazer seine Stellung innerhalb der Mannschaft und spielte hier bis zum Sommer 2000.
Zur neuen Saison wechselte er innerhalb der Liga zu Denizlispor. Bilazer genoss bei seinem neuen Verein auf Anhieb die Unterstützung des Trainers und erkämpfte sich einen Stammplatz. In seiner zweiten Saison beendete Denizlispor die Saison 2001/02 auf dem 5. Tabellenplatz und qualifizierte sich somit für den UEFA-Pokal der Saison 2002/03. Dabei war Bilazer einer der auffälligsten Spieler seiner Mannschaft und schaffte es so in die Transferliste mehrerer größerer Vereine. Er entschied sich für Trabzonspor, dem erfolgreichsten Verein seiner Heimatprovinz Trabzon. Hier wurde er vom Cheftrainer Samet Aybaba selten bevorzugt und absolvierte bis zum Saisonende 18 Ligaspiele. Er konnte als einzigen Lichtblick mit seinem Verein den Türkischen Fußballpokal gewinnen.
Nach einer Saison wurde Bilazer bereits ein Wechsel seitens der Vereinsführung nahegelegt. So wechselte er im Sommer 2004 zu seinem alten Verein Akçaabat Sebatspor, welcher zur Zeit des Wechsels ebenfalls in der Süper Lig am Wettbewerb teilnahm. Für Sebatspor spielte er die nächsten eineinhalb Jahre und wechselte dann in die 2. Liga zu Elazığspor. Bei diesem Verein gelang es ihm in einem Jahr nicht, sich als Stammspieler zu behaupten. Anschließend spielte er für eine Reihe von Zweit- bzw. Drittligisten, ohne dabei sich irgendwo etablieren zu können. Als letzte Station unterschrieb er im Sommer 2011 beim Istanbuler Sarıyer SK einen Einjahresvertrag. Ohne ein Pflichtspiel für diesen Verein absolviert zu haben, erfüllte er seinen Vertrag und beendete anschließend seine Spielerlaufbahn.

### Nationalmannschaft
Bilazer spielte 1998 zwei Mal für die Türkische U-21-Nationalmannschaft.

## Trainerkarriere
Nach dem Ende seiner Spielerlaufbahn wechselte Bilazer ins Trainerfach und trainierte als erste Tätigkeit die Nachwuchsmannschaft von Akçaabat Sebatspor. Von diesem Amt trat er im Januar 2013 zurück und arbeitete bei Trabzonspor als Nachwuchstrainer und erweiterter Assistent vom Cheftrainer Tolunay Kafkas. Nachdem Kafkas im Sommer von seinem Amt entlassen und anschließend den Cheftrainerposten beim Ligarivalen Kardemir Karabükspor übernommen hatte, folgte Bilazer Kafkas nach Karabük.
Anschließend arbeitete er bei den Vereinen Kayserispor, Akhisarspor und Fatih Karagümrük SK als Co-Trainer. Zur Saison 2019/20 arbeitete er mit seiner Einstellung bei Erzurumspor FK zum ersten Mal in seiner Laufbahn als Cheftrainer.

## Erfolge
Mit Erzurumspor
- Meister der TFF 1. Lig und Aufstieg in die Süper Lig: 1997/98

Mit Trabzonspor
- Türkischer Pokalsieger: 2002/03